# Calpurnia Hispulla
Calpurnia Hispulla war eine Tante der Frau des römischen Senators und Schriftstellers Plinius des Jüngeren.
Calpurnia war die Tochter des Ritters Lucius Calpurnius Fabatus. Ihre Familie stammte wie die des Plinius aus Comum (jetzt Como) und gehörte dem ordo equester („Ritterstand“) an. Calpurnia Hispulla kümmerte sich nach dem Tod ihres Bruders und dessen Frau um die Erziehung ihrer Nichte, die ebenfalls Calpurnia hieß und Plinius’ dritte Frau wurde. Auch Plinius selbst kannte Hispulla schon in seiner Kindheit. Sie ist Adressatin zweier erhaltener Briefe (4, 19 und 8, 11) von ihm, in denen er über seine Frau berichtet, und wird in vier weiteren Briefen erwähnt, in denen er vor allem Calpurnia Hispullas Erziehung seiner Frau lobt.